# Municipio de Clinton (condado de Vermillion)
El municipio de Clinton (en inglés: Clinton Township) es un municipio ubicado en el condado de Vermillion en el estado estadounidense de Indiana. En el año 2010 tenía una población de 9119 habitantes y una densidad poblacional de 75,96 personas por km².

## Geografía
El municipio de Clinton se encuentra ubicado en las coordenadas 39°38′57″N 87°27′28″O / 39.64917, -87.45778. Según la Oficina del Censo de los Estados Unidos, el municipio tiene una superficie total de 120.05 km², de la cual 117.2 km² corresponden a tierra firme y (2.37%) 2.85 km² es agua.

## Demografía
Según el censo de 2010, había 9119 personas residiendo en el municipio de Clinton. La densidad de población era de 75,96 hab./km². De los 9119 habitantes, el municipio de Clinton estaba compuesto por el 98.02% blancos, el 0.19% eran afroamericanos, el 0.2% eran amerindios, el 0.2% eran asiáticos, el 0.03% eran isleños del Pacífico, el 0.33% eran de otras razas y el 1.04% pertenecían a dos o más razas. Del total de la población el 0.99% eran hispanos o latinos de cualquier raza.